# Comicorum Atticorum Fragmenta
Comicorum Atticorum Fragmenta (CAF) ist der Titel einer Sammlung der Fragmente der attischen Komödiendichter, die von 1880 bis 1888 vom Weimarer Altphilologen Theodor Kock im Leipziger Verlag B.G. Teubner herausgegeben wurde. Kock wollte damit die fünfbändige Sammlung Fragmenta Comicorum Graecorum ersetzen, die von August Meineke 1839–1857 veröffentlicht worden war.
Band 1 (1880) enthält die Fragmente der Alten attischen Komödie, Band 2 (1884) und 3 (1888) die der Neuen Komödie sowie Indizes und Supplemente.
Seit dem Ende des 20. Jahrhunderts werden die CAF durch die Ausgabe der Poetae Comici Graeci von Rudolf Kassel ersetzt. Diese Ausgabe ist auf neun Bände berechnet, von denen bisher acht erschienen sind.